# Enoque Guilherme
Enoque Paulo Guilherme (Luanda, 16 de agosto de 1987) é um futebolista angolano, que atua como meio-campista. Defende a Seleção de Angola desde 2009.

## Carreira
Em sua carreira, jogou por Interclube, onde começou a carreira em 2007, Santos e Recreativo do Libolo, por empréstimo. Atualmente, defende o Benfica de Luanda.
Pela Seleção de Angola, Enoque disputou a Copa das Nações Africanas de 2010. Jogou pouco tempo na competição (23 minutos em dois jogos, contra Mali e Gana), não evitando, no entanto, a eliminação dos Palancas frente à mesma Gana.